# Alfred Shout
Vous lisez un « bon article » labellisé en 2019.
Alfred John Shout est un officier australien d'origine néo-zélandaise, né le 8 août 1882 à Wellington et mort le 11 août 1915 à Gallipoli.
À l'adolescence, Shout sert dans l'armée néo-zélandaise et participe à la seconde guerre des Boers, durant laquelle il est promu sergent et obtient une citation militaire pour avoir sauvé un soldat blessé. À partir de l'année 1903, il occupe le poste d'artilleur dans les forces coloniales du Cap et reste en Afrique du Sud jusqu'en 1907. La même année, il décide de vivre à Sydney avec sa femme et sa fille. Sa famille s'installe dans la ville de Darlington, où Shout travaille dans la brasserie Resch comme charpentier et menuisier. Il s'engage à mi-temps dans l'armée de réserve australienne, d'où il est promu officier juste avant le déclenchement de la Première Guerre mondiale. En août 1914, il est nommé lieutenant du 1er Bataillon d'infanterie de la Première force impériale australienne. Après avoir effectué un stage en Égypte, il participe au débarquement de la baie ANZAC à Gallipoli, le 25 avril 1915. Pour récompenser sa capacité de meneur d'hommes durant l'invasion, Shout reçoit la croix militaire ainsi qu'une citation militaire. Les trois distinctions qu'il reçoit à la suite de ses actions à Gallipoli font de lui le membre le plus décoré de la Première force impériale australienne durant cette campagne.
Pour ses efforts de guerre durant la bataille des Dardanelles en août 1915, il est décoré à titre posthume de la Croix de Victoria, plus haute distinction décernée aux membres des forces armées britanniques et du Commonwealth pour « bravoure face à l'ennemi ». Après une contre-attaque des troupes de l'armée ottomane, qui parviennent à prendre une grande partie de la ligne de front des Australiens, Shout rassemble un petit groupe d'hommes et charge une tranchée en lançant des grenades à main. Huit soldats turcs sont tués et les autres battent en retraite. Plus tard dans la journée, lors d'une action similaire et avec l'aide d'un autre officier, il réussit à faire reculer la ligne ennemie après un combat acharné. Lors de la poursuite des soldats turcs, Shout dégoupille trois grenades. Il réussit à en lancer deux, mais la troisième explose juste au moment où il s'apprête à la lancer. Il est grièvement blessé et meurt deux jours plus tard.

## Jeunesse et début de carrière

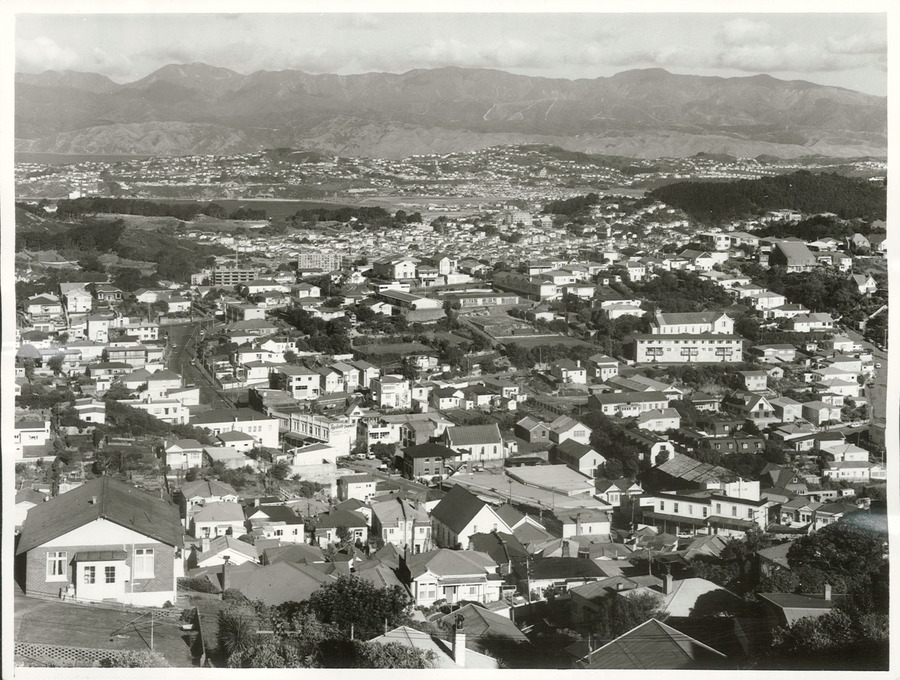
Wellington, ville de naissance d'Alfred Shout.

Né le 8 août 1882, Alfred John Shout est l'aîné des neuf enfants de John Richard Shout, né en Angleterre, et d'Agnes Mary (née Kelly), d'origine irlandaise,,. Les informations concernant son enfance et sa jeunesse sont plutôt maigres et les détails diffèrent d'une source à l'autre. Néanmoins, il mentionne dans son formulaire d'attestation de la Première Guerre mondiale avoir effectué des études à domicile. Au début des années 1900, Shout se rend en Afrique du Sud avec son demi-frère aîné William McGovern. Les deux jeunes hommes ont pour but de rejoindre l'un des contingents coloniaux alors engagés dans la seconde guerre des Boers. Alfred s'enrôle dans le Border Horse le 17 février 1900, tandis que William trouve une place dans l'infanterie de Bethune,. Le Border Horse était une force coloniale irrégulière formée dans l'est de la Colonie du Cap ; Shout est affecté à la compagnie no 1 de l'unité avec le numéro matricule 9216,.
Durant ses services à Wittebergen, au Transvaal et dans la colonie du Cap avec le Border Horse, Alfred Shout est blessé à deux reprises, dont une fois à la poitrine. Lors d'une action à Thabaksberg le 29 janvier 1901, il participe activement au maintien de la position de ses hommes. Durant l'engagement, il sauve la vie d'un soldat blessé, malgré les salves de fusil. Le courage de Shout durant cet exploit lui vaut une citation militaire. Promu sergent le 7 mai 1901, il est libéré du Border Horse 16 jours plus tard. Il sert par la suite avec la troupe du district de Stellenbosch jusqu'en 1902,,. Pour sa conduite valeureuse au combat, il reçoit la médaille Queen's South Africa avec les agrafes Wittebergen, Transvaal et Cape Colony, ainsi que la médaille King's South Africa avec les agrafes South Africa 1901 et South Africa 1902,.

## Immigration en Australie
Après sa démobilisation, Shout décide de rester en Afrique du Sud et, en 1903, s'engage dans les Forces coloniales du Cap. Il est promu sergent dans le Prince Alfred's Own Cape Field Artillery, où il sert jusqu'en 1907,,. En 1905, alors qu'il réside au Cap, Shout épouse Rose Alice Howe, jeune Australienne originaire de Sydney. De cette union naît une petite fille prenommée Florence, en juin de la même année,. En 1907, les Shout émigrent en Australie et s'installent à Darlington, une petite ville située dans la banlieue de Sydney. Shout y trouve un travail de menuisier afin de subvenir aux besoins de sa petite famille. Entre-temps, il s'est joint au 29e Régiment d'infanterie de l'Armée de réserve australienne à temps partiel. Il fait partie des membres fondateurs de ce régiment et fréquente régulièrement le stand de tir de Randwick, où il acquiert une réputation d'excellent tireur,,. Le 16 juin 1914, il est promu sous-lieutenant dans l'armée de réserve,.

## Première Guerre mondiale
Après le déclenchement de la Première Guerre mondiale, Shout demande à s'enrôler dans la Première force impériale australienne (1st AIF),. Créée le 18 août 1914, l'AIF est le principal corps expéditionnaire australien à s'engager dans la guerre, l'Armée de réserve étant limitée à la défense intérieure du pays, en vertu de la Loi sur la Défense de 1903. La demande de Shout est acceptée le 28 août et il est affecté au 1er Bataillon comme sous-lieutenant de la compagnie F, commandée par le lieutenant Cecil Sasse,. D'après sa fiche médicale de l'époque, Shout mesure 1,80 mètre et pèse 76 kilogrammes, en plus d'avoir une « bonne vue »,. Le 18 octobre 1914, le 1er  Bataillon s'embarque pour le Moyen-Orient ; Shout voyage alors à bord du HMAT Afric,. Naviguant via Albany, en Australie occidentale, le navire arrive en Égypte le 2 décembre. Peu de temps après, le bataillon est réorganisé en quatre compagnies et Shout est affecté à la compagnie D en tant que commandant de peloton. Durant les quatre mois suivants, les hommes du bataillon s'entraînent dans le désert égyptien, période durant laquelle Shout est promu lieutenant, le 1er février 1915,.

### Gallipoli

#### Débarquement de la baie ANZAC
Pour des articles plus généraux, voir Débarquement de la baie ANZAC et Bataille des Dardanelles.

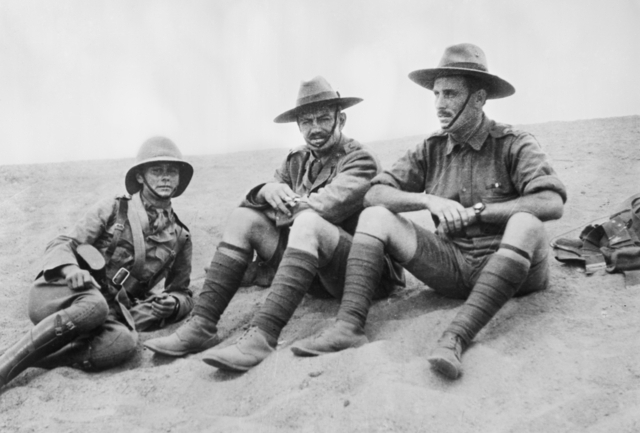
Shout (à droite) avec le capitaine Albert Mcguire (à gauche) et le major Blair Swannell (au centre) lors d'un entraînement dans le désert égyptien, en mars 1915. Les trois seront tués à Gallipoli.

Dans le cadre d'une tentative visant à battre les troupes de l'Empire ottoman et à forcer une voie d'approvisionnement vers la Russie via le Bosphore et la mer Noire, l'Armée britannique établit un plan pour envahir la péninsule de Gallipoli,,,. Le 25 avril 1915, les hommes de la 1re Brigade australienne — qui inclut le 1er Bataillon — atterrissent dans la baie ANZAC entre 5 h 30 et 7 h 30 du matin. Le 1er Bataillon devait être gardé en réserve, mais en raison de lourdes pertes subies par la brigade, l'unité prend rapidement part aux hostilités,. À la suite d'une demande de renforts, Shout se rend, avec l'une des compagnies du 1er Bataillon, dans une colline où a lieu la bataille de Baby 700,. Arrivé sur la position vers 11 h, il dirige quelques hommes sur place afin de tenir le flanc arrière gauche de la colline,. Vers le début de l'après-midi, les Australiens peinent à contenir les assauts des forces ottomanes, une situation aggravée par l'infanterie insuffisante dans la région et le manque total de soutien d'artillerie. À ce stade de la bataille, Shout et le lieutenant Leslie Morshead du 2e Bataillon sont les deux seuls officiers encore en vie de leur secteur de la ligne de front. À 16 h 30, les Turcs franchissent la ligne de défense et les Australiens sont contraints d'abandonner leur position sur la colline. Shout est parmi les derniers à évacuer,. Au cours de sa fuite vers la plage, il rencontre sur la crête de Walker's Ridge le lieutenant-colonel George Braund, commandant du 2e Bataillon. Ce dernier l'ordonne alors de rejoindre la plage pour demander du renfort. Après avoir relayé le message, Shout est immédiatement chargé de diriger les quelque 200 hommes qui se sont repliés afin de renforcer la ligne de défense près de la position de Braund,. Au crépuscule, il établit un poste de commandement à la base de la crête.

« Le lieutenant Shout était un héros. Touché à plusieurs reprises, il a réussi à mettre à l'abri des tirs ennemis plusieurs blessés. Je l'ai moi-même vu porter un à un une douzaine d'hommes et, bien qu'atteint par une autre balle qui lui paralyse un bras, il insistait toujours pour rester sur le front. Lorsqu'on lui a dit de rester à couvert, il nous a répondu : « Je veux combattre à vos côtés jusqu'au bout ». Un peu plus tard, le lieutenant Shout finit par tomber sous les balles de l'ennemi. Le voir ainsi, gisant par terre et tentant de se relever, c'était insupportable. Et il a continué d'insister, voulant à tout prix se battre malgré la gravité de ses blessures. Finalement, il a été emmené de force par quelques hommes, qui l'ont mis à l'abri des tirs de fusils. »

— Témoignage d'un soldat du 1er Bataillon concernant les actions de Shout à Walker's Ridge,.
Shout participe activement aux combats, depuis le jour du débarquement jusqu'au 27 avril. Ce jour-là, il est envoyé à Walker's Ridge pour remplacer un officier blessé dans un secteur vulnérable de la ligne,. Durant toute la journée, Shout et ses hommes sont soumis aux tirs de fusil des Turcs qui occupent des positions dans le maquis, juste en face de la tranchée des Australiens. C'est alors que Shout réorganise ses hommes et, s'exposant aux tirs des Turcs, se met à découvert afin de déterminer la position exacte de l'ennemi. Après le succès de cette manœuvre, il est désormais en mesure de diriger avec précision les tirs de ses hommes,. Au cours de l'échange, il est touché par un projectile mais refuse de quitter le front,. À mesure que le combat avance, les Turcs commencent à s'approcher de la tranchée australienne, ce qui oblige Shout à mener une charge à la baïonnette afin de les maintenir à distance,. C'est alors qu'il reçoit une deuxième balle qui lui paralyse un bras mais, loin de se décourager, il insiste pour continuer à faire face aux Ottomans. Peu de temps après, il est blessé une troisième fois et se résigne cette-fois à cesser le combat afin de recevoir un soin médical d'urgence. Au cours de l'engagement, Shout a réussi à mettre à l'abri des tirs ennemis plusieurs soldats blessés,. Cité pour son « courage et ses capacités remarquables » à Walker's Ridge, il est décoré de la croix militaire, devenant ainsi le premier membre de son bataillon à être honoré de cette distinction. La citation militaire est publiée dans un supplément de la London Gazette du 3 juillet 1915.
Les blessures de Shout s'avèrent relativement légères et il rejoint très vite le 1er Bataillon. Le 11 mai, il reçoit une deuxième balle dans le bras. Il est évacué sur le navire-hopital HMHS Gascon et rejoint son unité quinze jours plus tard. Le 20 mai, Shout reçoit une nouvelle citation militaire du général Ian Standish Monteith Hamilton, General Officer Commanding de la Force expéditionnaire méditerranéenne, en reconnaissance de sa capacité de meneur d'hommes depuis le débarquement du 25 avril jusqu'au 5 mai,. Le 29 juillet 1915, il est promu au grade de capitaine,.

#### Lone Pine

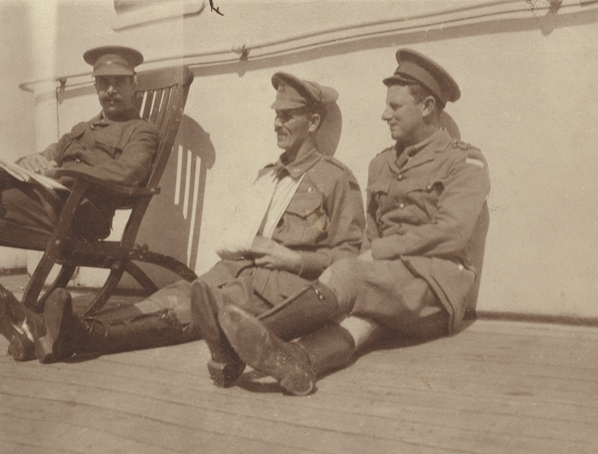
Shout (au centre) avec deux autres officiers à bord du navire-hôpital Gascon, en mai 1915. Il se remettait d'une blessure par balle au bras.

Le 6 août 1915, la 1re Brigade australienne lance un assaut contre une position ottomane réputée imprenable à Lone Pine,. Menée par les 2e, 3e et 4e Bataillons (le 1er Bataillon étant resté en réserve),, l'attaque a été organisée pour détourner l'attention des Turcs et leurs soutiens d'artillerie de la première opération, qui se déroule au nord de la ligne, et où les troupes britanniques ont quant à elles pour objectif de prendre Sari Bair Ridge. L'assaut australien à Lone Pine commence en fin d'après-midi, juste avant le coucher du soleil. L'attaque est précédée par un barrage d'artillerie qui, selon l'historien Robert Prior, n'est pas assez puissant pour favoriser l'avancée des troupes. Néanmoins, en une demi-heure, les Australiens franchissent les tranchées turques et atteignent leurs objectifs,. Malgré ce premier succès, les pertes australiennes sont lourdes et les hommes du 1er Bataillon sont appelés en renfort pour faire face à la contre-attaque turque. Au cours des trois jours suivants, la bataille fait rage sous la forme de ce que Bryan Perrett décrit comme des « échanges de feu mortels »,.

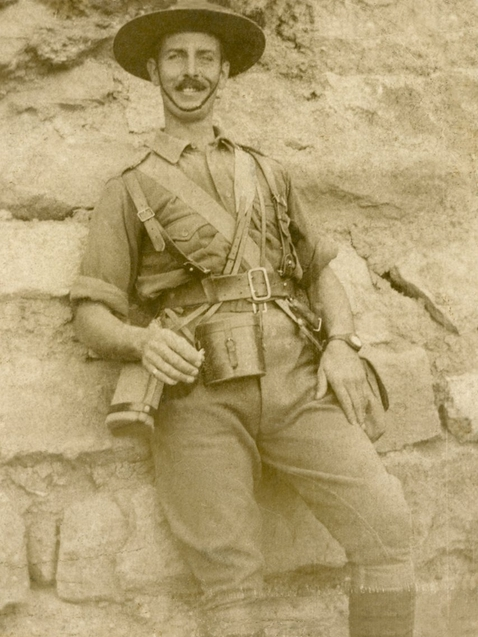
Alfred Shout, photographie prise en 1915.

Le 9 août à 9 h du matin, soit au lendemain du 33e anniversaire de Shout, le 1er Bataillon relève le 3e Bataillon sur le front de Lone Pine, dans une tranchée connue sous le nom de Sasse's Sap. Peu de temps après, les Turcs reprennent les hostilités et réussissent à prendre une partie du secteur,. Déterminé à mettre en déroute ces hommes et soutenu par quelques soldats, Shout charge une tranchée, lance des grenades à main et parvient à éliminer huit Turcs. Pendant ce temps, le capitaine Cecil Sasse, ancien commandant de compagnie de Shout, rassemble trois hommes qui, se protégeant avec des sacs de sable, réussissent à dégager une autre section d'environ 18 mètres de la tranchée. Armés de fusils, Sasse et ses hommes chargent dans la tranchée et surprennent quelques soldats ottomans qui sont occupés à faire feu dans une autre direction ; ils tuent 12 de ces hommes et obligent le reste à prendre la fuite. Sasse continue à tenir les Turcs à distance avec ses tirs de fusil pendant que ses hommes barricadent la tranchée avec des sacs de sable,,.
Selon l'historien Charles Bean, Sasse était « ravi » du bon déroulement de l'offensive de la matinée, si bien qu'il propose à Shout de recommencer ensemble ce petit exploit. Ce dernier accepte sans hésitation et, couverts par un petit groupe de huit hommes, le duo parvient à déterminer à nouveau la position des Turcs,,. C'est alors que les deux hommes se précipitent vers le camp ennemi : Sasse ouvre le feu avec son revolver tandis que Shout lance des grenades. Derrière eux, le reste des soldats australiens progresse peu à peu en érigeant des barricades de protection,. Les historiens Charles Bean et Stephen Snelling soulignent la gaieté, l'enthousiasme et le courage avec lesquels Shout a combattu,. Au fur et à mesure que les Australiens progressent, les deux officiers se mettent à l'abri afin de préparer une ultime attaque. Ivre de courage, Shout dégoupille trois grenades et parvient à en lancer deux, mais la troisième explose juste au moment où il s'apprête à la lancer,. La déflagration lui brûle les mains et le visage et lui mutile la joue. Il est également brûlé à la jambe et à la poitrine,. Malgré la gravité de ses blessures, Shout reste conscient. Il est immédiatement éloigné de la zone de combats où, selon Charles Bean, il « buvait tranquillement du thé en écrivant une lettre à sa femme, tout en conservant une humeur joyeuse »,.

## Décès
Shout est évacué sur le navire-hôpital Euralia. Ses blessures sont très graves et il décède deux jours plus tard, le 11 août 1915. Il est inhumé en mer. Le lieutenant-colonel Alfred Bennett, commandant du 1er Bataillon, qualifie les actions de Shout à Lone Pine de « brillantes » et le décrit comme « un excellent meneur d'hommes ».
Le 15 août, le quartier général de l'armée à Melbourne envoie un télégramme diplomatique à Rose Shout, afin de l'informer qu'Alfred a été blessé. Plus tard, la confirmation du décès de son mari lui est communiquée mais, le 23 août, un autre télégramme l'informe que Shout est en vie et s'apprête à rentrer en Australie à bord du Thermistocle. La presse australienne publie alors des détails sur le retour imminent du soldat, prévu à la mi-septembre. Il s'agit en fait d'une erreur sur la personne et le décès de Shout est une nouvelle fois confirmé le 26 août, car l'homme qui s'apprête à rentrer en Australie à bord du Thermistocle est en réalité un lieutenant du nom d'A. J. Shirt, également membre du 1er Bataillon. Bouleversée par tant de confusions, Rose Shout reçoit des excuses officielles de la part du gouvernement australien,.

## Hommages et postérité

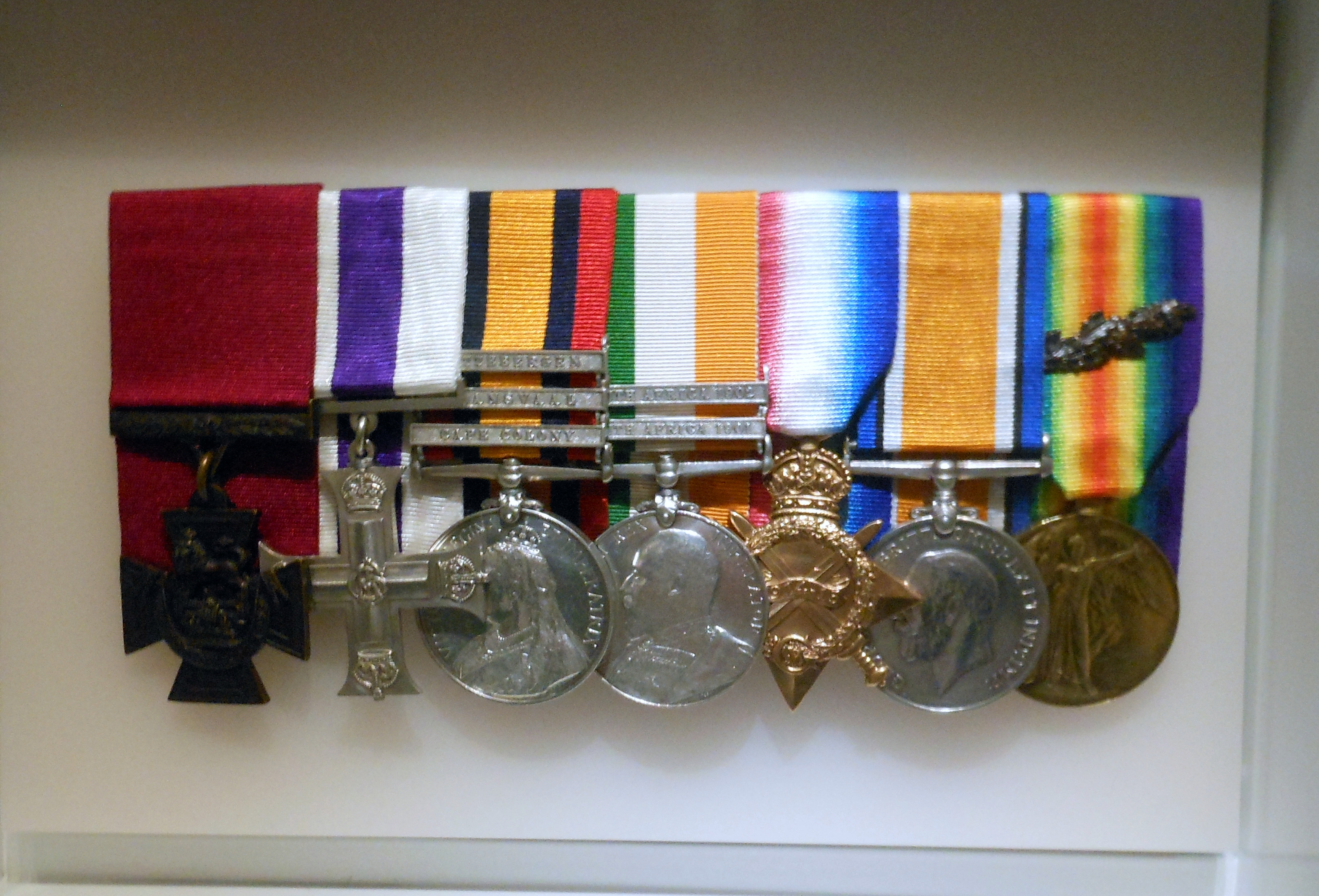
Les médailles de Shout, exposées dans le Hall of Valor du mémorial australien de la guerre,.

Bien que ses actions n'ont pas permis de reprendre entièrement la tranchée dite Sasse's Sap, Shout reçoit à titre posthume la Croix de Victoria, en reconnaissance de ses efforts, son courage et sa bravoure. Cecil Sasse est quant à lui décoré de l'ordre du Service distingué,. La Croix de Victoria de Shout est la septième et la dernière à être décernée à un membre de l'AIF ayant participé aux opérations autour de Lone Pine, et la deuxième à un membre du 1er Bataillon,. Les trois distinctions qu'il reçoit à Gallipoli font de lui le membre le plus décoré de l'AIF durant cette campagne.

L'annonce de la Croix de Victoria de Shout est promulguée dans la London Gazette du 15 octobre 1915 : 
« War Office, 15th October, 1915.
His Majesty The KING has been pleased to award the Victoria Cross to the undermentioned Officers, Non-Commissioned Officers and Men: —
Captain Alfred John Shout, 1st Battalion, Australian Imperial Force.
For most conspicuous bravery at Lone Pine trenches, in the Gallipoli Peninsula.
On the morning of the 9th August, 1915, with a very small party Captain Shout charged down trenches strongly occupied by the enemy, and personally threw four bombs among them, killing eight and routing the remainder.
In the afternoon of the same day, from the position gained in the morning, he captured a further length of trench under similar conditions, and continued personally to bomb the enemy at close range under very heavy fire until he was severely wounded, losing his right hand and left eye.

This most gallant officer has since succumbed to his injuries. »
« Bureau de la Guerre, 15 octobre 1915.
Sa Majesté le Roi a le plaisir de décerner la Croix de Victoria aux officiers, sous-officiers et autres personnalités mentionnées ci-dessous :
Capitaine Alfred John Shout, 1er Bataillon, Forces impériales australiennes.
Pour sa remarquable bravoure dans les tranchées de Lone Pine, dans la péninsule de Gallipoli.
Le matin du 9 août 1915, le capitaine Shout, appuyé par un petit groupe d'hommes, charge les tranchées alors fortement occupées par les Turcs et y lance quatre grenades, tuant huit soldats ennemis et faisant fuir le reste.
Le même jour dans l'après-midi, de la position gagnée le matin même, il conquiert une autre longueur de tranchée dans des conditions semblables ; il poursuit en bombardant l'ennemi tout proche et sous un feu nourri, jusqu'à ce qu'il soit gravement blessé, perdant l'usage de sa main droite et de son œil gauche.

Cet officier très courageux a depuis succombé à ses blessures. »

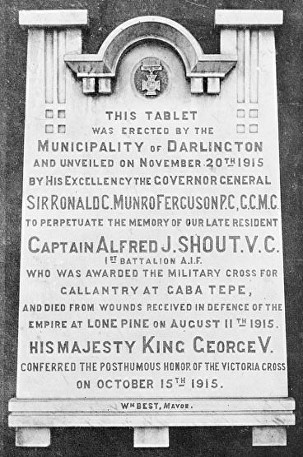
La plaque commémorative dédiée à la mémoire d'Alfred Shout.

En 2006, les médailles d'Alfred Shout sont vendues par son petit-fils, afin d'alléger une dette familiale. À l'époque, la Croix de Victoria de Shout était la seule décernée à un membre de l'AIF ayant combattu à Gallipoli qui ne fait pas encore partie de la collection du mémorial australien de la guerre. Les médailles sont vendues aux enchères par la société Bonhams & Goodman de Sydney le 24 juillet 2006 et atteignent un prix record de 1 million de dollars australiens. Cette vente bat le précédent record de vente aux enchères pour une médaille — détenu jusqu'alors par la médaille d'or de la Marine décernée à Thomas Hardy — ainsi que la plus haute enchère atteinte pour une Croix de Victoria, précédemment détenu par celle décernée à Norman Cyril Jackson. Les médailles sont achetées par le magnat des médias australien Kerry Stokes qui, par la suite, les donnent au mémorial australien de la guerre,.
Le mémorial de Lone Pine rend hommage à la mémoire d'Alfred Shout, ainsi que celles des 4 931 autres soldats tués durant la campagne de Gallipoli. Les citoyens de Darlington lui dédient également une plaque commémorative, dévoilée le 20 novembre 1915 par le gouverneur général, Ronald Munro-Ferguson. De nos jours, la plaque fait partie des collections du Victoria Barracks Museum de Paddington,. En 1916, pour honorer « les actes héroïques et le sacrifice » de Shout, les habitants de Sydney avaient donné une maison à sa veuve Rose,,.